# Droga wojewódzka 512
Die Droga wojewódzka 512 (DW 512) ist eine polnische Woiwodschaftsstraße, die in Ost-West-Richtung innerhalb der Woiwodschaft Ermland-Masuren verläuft. Auf einer Länge von 49 Kilometern entlang der polnisch-russischen Grenze verbindet sie den – zwischen Polen und Russland geteilten – Ort Szczurkowo (russisch Широкое/Schirokoje, deutsch Schönbruch) mit den Städten Bartoszyce (Bartenstein), Górowo Iławeckie (Landsberg (Ostpreußen)) und Pieniężno (Mehlsack). Dabei erweist sie sich als Bindeglied zwischen der Landesstraße DK 51 und den Woiwodschaftsstraßen DW 507, DW 510, DW 511 und DW 592.
Im Abschnitt Szczurkowo – Bartoszyce befährt die DW 512 die Trasse der ehemaligen deutschen Reichsstraße 142.

## Streckenverlauf
Woiwodschaft Ermland-Masuren
- Powiat Bartoszycki (Kreis Bartenstein):
  - Szczurkowo (Широкое/Schirokoje, Schönbruch)
  - Park (Park)
  - Żydowo (Siddau)
  - Leginy (Legienen)
  - Bartoszyce (Bartenstein) (→ DK 51: Bezledy (Beisleiden)/Багратионовск (Bagrationowsk/Preußisch Eylau) ↔ Olsztyn (Allenstein), und DW 592: → Łankiejmy (Langheim) ↔ Kętrzyn (Rastenburg))
  - Spytajny (Spittehnen)
  - Tolko (Tolks)
  - Wojciechy (Albrechtsdorf)
  - Piasek (Sand)
  - Wiewiórki (Eichhorn)
  - Piasty Wielkie ((Groß) Peisten)
  - Górowo Iławeckie (Landsberg (Ostpreußen)) (→ DW 511: Toprzyny (Topprienen) ↔ Lidzbark Warmiński (Heilsberg))
  - Worławki (Worlack)
  - Wągniki (Wangnick)
  - Wągródka (Wiecherts)
  - Zięby (Finken)

- Powiat Braniewski (Kreis Braunsberg):
  - Pluty (Plauten)
  - Pełty (Steinbotten)
  - Łoźnik (Lotterfeld)
  - Pieniężno (Mehlsack) (→ DW 507: Orneta (Wormditt) ↔ Braniewo (Braunsberg) und DW 510: Głębock (Tiefensee) – Pieniężno)